# 1995 au théâtre
| Années du théâtre : 1992 - 1993 - 1994 - 1995 - 1996 - 1997 - 1998    |
| Décennies du théâtre : 1960 - 1970 - 1980 - 1990 - 2000 - 2010 - 2020 |

Cet article présente les faits marquants de l'année 1995 au théâtre.

## Événements

### Pièces de théâtre publiées
- Le Pays lointain de Jean-Luc Lagarce

### Pièces de théâtre représentées
- Le Faiseur  d'Honoré de Balzac, Théâtre des Célestins, Lyon
- 12 juin : Les Chevaliers de la Table Ronde de Jean Cocteau, mise en scène Nicolas Briançon, Théâtre des Célestins à Lyon

### Festival d'Avignon

#### Cour d'honneur duPalais des Papes
- x

### Récompenses
- 9e Nuit des Molières (Molières 1995)

## Décès
- Serge Nadaud (°1906)
- 5 janvier : Jean-Pierre Sentier (°1940)
- 27 janvier : Jean Tardieu (°1903)
- 25 février : Jean-Luc Boutté (°1947)
- 27 mars : René Allio (°1924)
- 31 mars : Madeleine Sologne (°1912)
- 25 mai : Dany Robin (°1927)
- 14 juin : Sony Labou Tansi (°1947)
- 17 juillet : Robert Rimbaud (°1928)
- 6 août : Dominique Vilar (°1943)
- 11 août : Georges Carrère (°1930)
- 10 septembre : Charles Denner (°1926)
- 30 septembre : Jean-Luc Lagarce (°1957)
- 28 octobre : Julien Bertheau (°1910)
- 9 décembre : Robert Manuel (°1916)
- 19 décembre : Henri Virlogeux (°1926)
- 25 décembre : Michel Berto (°1939)